# Eudejeania pyrrhopoda
Eudejeania pyrrhopoda là một loài ruồi trong họ Tachinidae.